# Église de l'Ordination-de-Saint-Martin de Blond
L'église de l'Ordination-de-Saint-Martin est une église catholique située à Blond, en France.

## Localisation

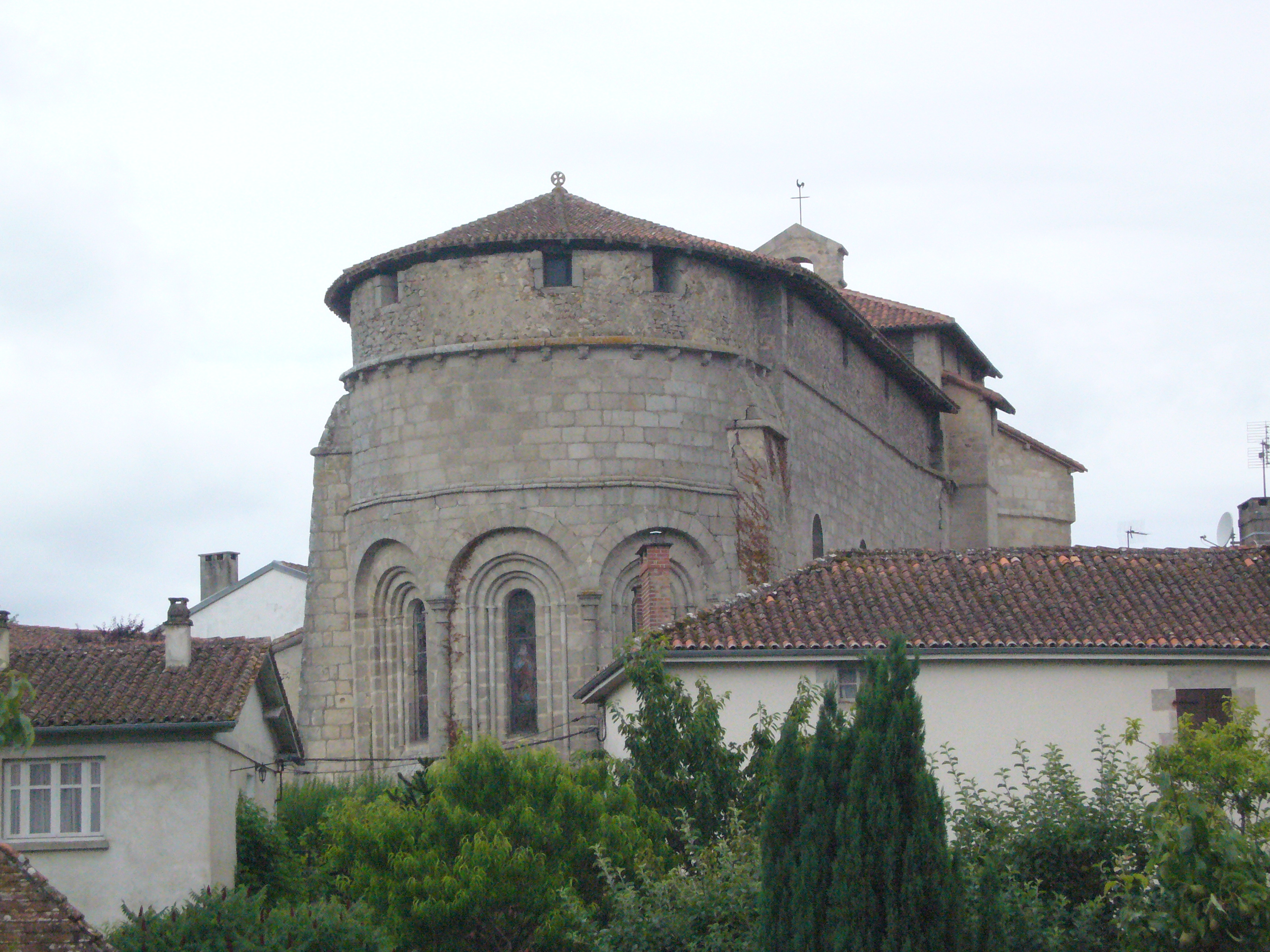
Arrière de l'église.

L'église est située dans le département français de la Haute-Vienne, sur la commune de Blond.

## Historique
L'Église fortifiée (XIIe siècle), est inscrite à l'inventaire supplémentaire des Monuments historiques le 6 février 1926.
L'église de Blond ! "Il y a certes là le sujet d'une étude spéciale, d'autant plus qu'elle n'a pas seulement un intérêt archéologique, mais qu'en suivant la curieuse chronique inscrite en marge de son plus ancien registre paroissial qui remonte à 1559, elle a joué un rôle très important pendant la seconde moitié du XVIe siècle à l'occasion des guerres de religion."

### Construction et évolution

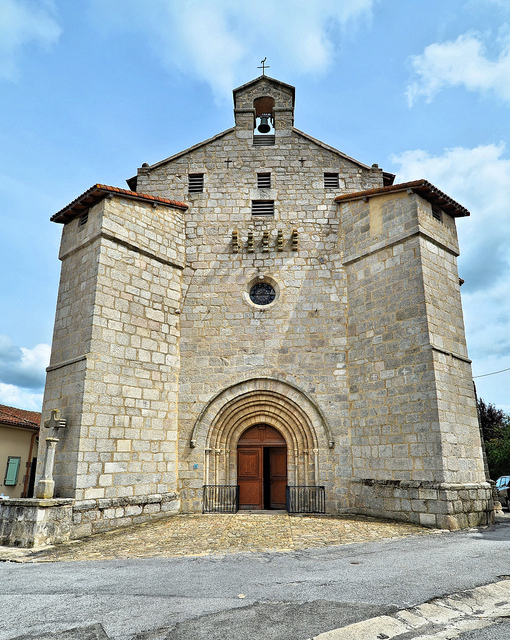
Façade de l'église.

L'église de Blond, est une construction romane, à une seule nef, terminée par une abside circulaire, éclairée par trois fenêtres. Plusieurs chapelles y ont été ajoutées postérieurement à sa construction ; dans une, du côté gauche, on voit un écusson parti, au 1er d'azur à trois fleurs de lis d'argent, qui est de Nollet, au 2e de... à un cœur... au chef chargé de trois étoiles. Dans le pavé de la nef, en face de cette chapelle, une pierre tombale garde les armes de la famille de Blond, qui sont d'argent au sautoir de gueules accompagné de quatre croisettes pommetées de sable.
C'est à la fin du XIIe siècle que remontent les parties anciennes de cette église. Le plan primitif, simple mais de dimensions vastes, comportait une abside semi-circulaire, sans déambulatoire, directement raccordée à une nef rectangulaire, dépourvue de bas-côté. En élévation, l'édifice présentait seulement deux étages, marqués par deux corniches avec un clocher, ce dernier peut-être plus important qu'un clocher-mur, c'est du moins ce que laissent imaginer la puissance de certains contreforts et l'écho légendaire des trois cloches. Étant donné la largeur de la nef, Il est peu probable qu'elle fût alors voûtée en berceau. C'est durant les guerres de religion que le troisième étage fut ajouté et le clocher armé de quatre contreforts, dont deux très massifs. Par ces travaux assortis d'aménagements défensifs, tels que créneaux et orifices pour arquebuse, les habitants entendaient se prémunir contre les incursions des gens de guerre, si fréquentes et si dommageables en ces temps troublés.
Martial Micheau, curé de Blond de 1565 à 1613, a relaté en marge de son registre paroissial les événements ayant incité ses paroissiens à fortifier leur église durant les guerres de religion, qui ont ravagé le royaume de France dans la seconde moitié du XVIe siècle, où se sont opposés catholiques et protestants appelés aussi huguenots.
La chronique écrite par Martial Michau, rapporte comment, en octobre 1567, l'église fut pillée et dévastée par les soldats calvinistes. C'était l'armée composée de 2000 hommes, commandée par Saint-Cyr (Tanneguy du Bouchet de Puy-Greffier dit Saint-Cyr), qui avait incendié le bourg de Lesterps et allait faire le siège de la ville du Dorat le 31 octobre. À la suite d'un acte de baptême du 29 octobre 1567 : «... Les ornements de l'églize de Blom furent tous prlns par lesdits heugeunaulx en ung secret qui estoit chez Jehan Marchander, demeurant audlct bourg, et fut ledlct secret enseignié par Maistre Gullhleume Gravier, iceulx estants mountés à cheval pour s'en aler car ilz ne le heussent peu aultrement trouver, mesmes qu'ils couchèrent drolct dessus sans en rien congnolstre. » Les huguenots s'en prennent aux statues et mobiliers de l'église, ravageant mais sans destruction. Le curé Martial Michau ne donne pas de détails concernant l'éventuelle trahison du nommé Guillaume Gravier, qui révéla le lieu où étaient cachés les ornements sacerdotaux. Il ne semble pas l'accabler de cette révélation, certainement obtenue sous la contrainte.
Deux ans après, le 1er juin 1569, une nouvelle troupe calviniste, forte de 400 cavaliers venus de Confolent, occupèrent Blond, finirent de ruiner l'église et mirent le feu au clocher. À la suite de ces malheurs, les habitants de Blond relevèrent leur église en la garnissant de créneaux et de mâchicoulis, comme un château fort, pour la défendre et leur servir de forteresse en cas de nouvelles attaques. Et ce ne fut pas inutilement, car grâce à cette précaution, peu après, ils purent repousser victorieusement l'attaque de quelques troupes qui parcouraient encore le pays. Des réparations faites de nos jours ont fait disparaître ce qui restait de ces anciennes fortifications, rapportaient par les annotations du curé Martial Michau en 1580 : « Le lundi 18 jour de julhiet audict an, l'égllze de Blom a estée fermée et gardée par les habltans en temps de guerre sans y fere aucung servisse mais se faisait au cimetière jusques au vendredi 17 de mars 1581, auquel jour on se remist dedans y fassent l'olflce ; et estoit le vendredi devant les Raneulx. Ce a esté un grant profflt pour la paroisse. car il n'i vint cumpagnie qui ne fût repoussée. »
La visite des archiprêtres de Saint-Junien commencée en 1762 établit pour Blond : « Curé : M. Jean-Francois Lageneste, prêtre en 1746, curé en 1755. Bon curé, capable et zélé, d'un caractère fort uni et fort droit. Vicaire : M. Louis Garat, prêtre en 1760, vicaire en 1760, fort médiocre pour la capacité. L'église est vaste, en bon état et suffisamment décorée. Communians : 1500. Sénéchaussée : Montmorillon. Etendue de la paroisse : Trois lieues de diamètre. ».
C'est en 1884 que l'église a pris son aspect actuel avec une voûte en pierre élevée sur des colonnes entièrement neuves. À la suite d'un ouragan le 23 février 1935 ayant détérioré l'abri des cloches, il fut décidé de procéder à une réparation complète de la toiture de l'église et du clocher. Ainsi un campanile d'ardoises juché au XIXe siècle sur le pignon du clocher-mur, fut remplacé par un petit beffroi. Fut également coulé du béton sur la nef, recouvrant malheureusement d'anciennes pierres tombales.

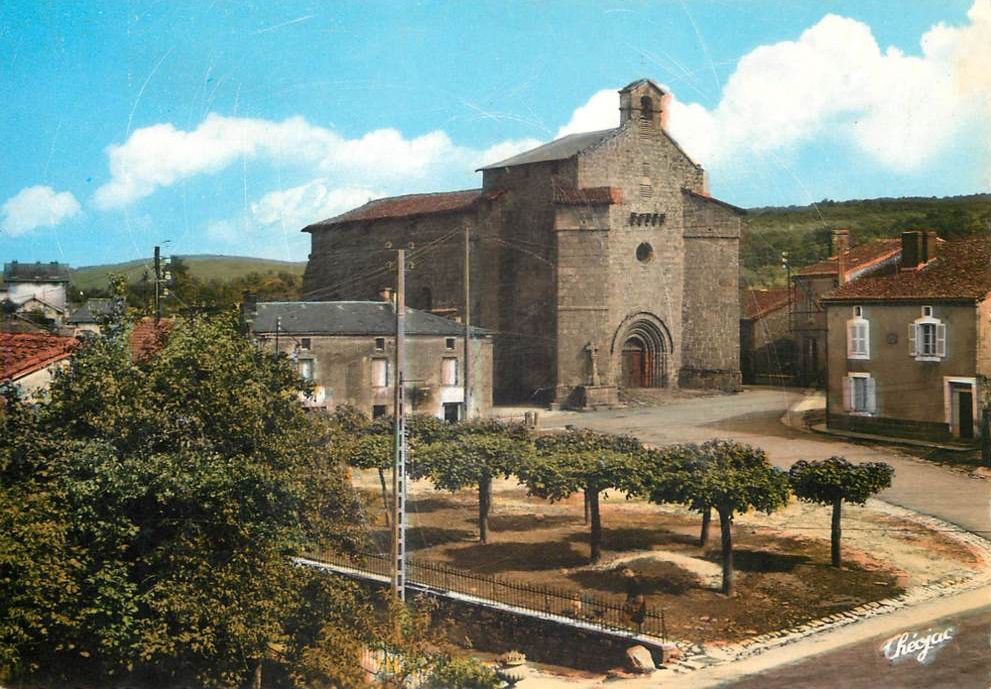
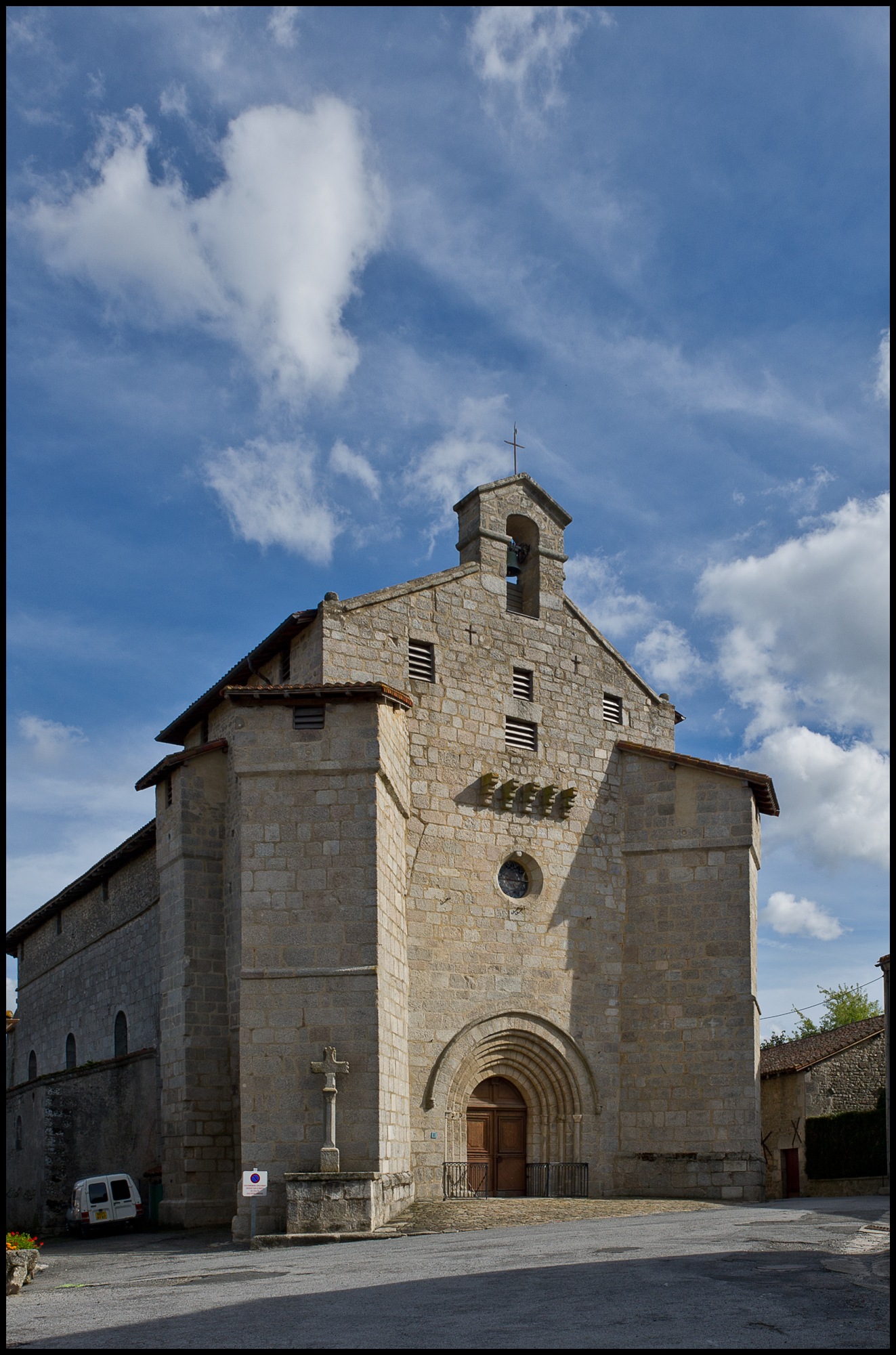
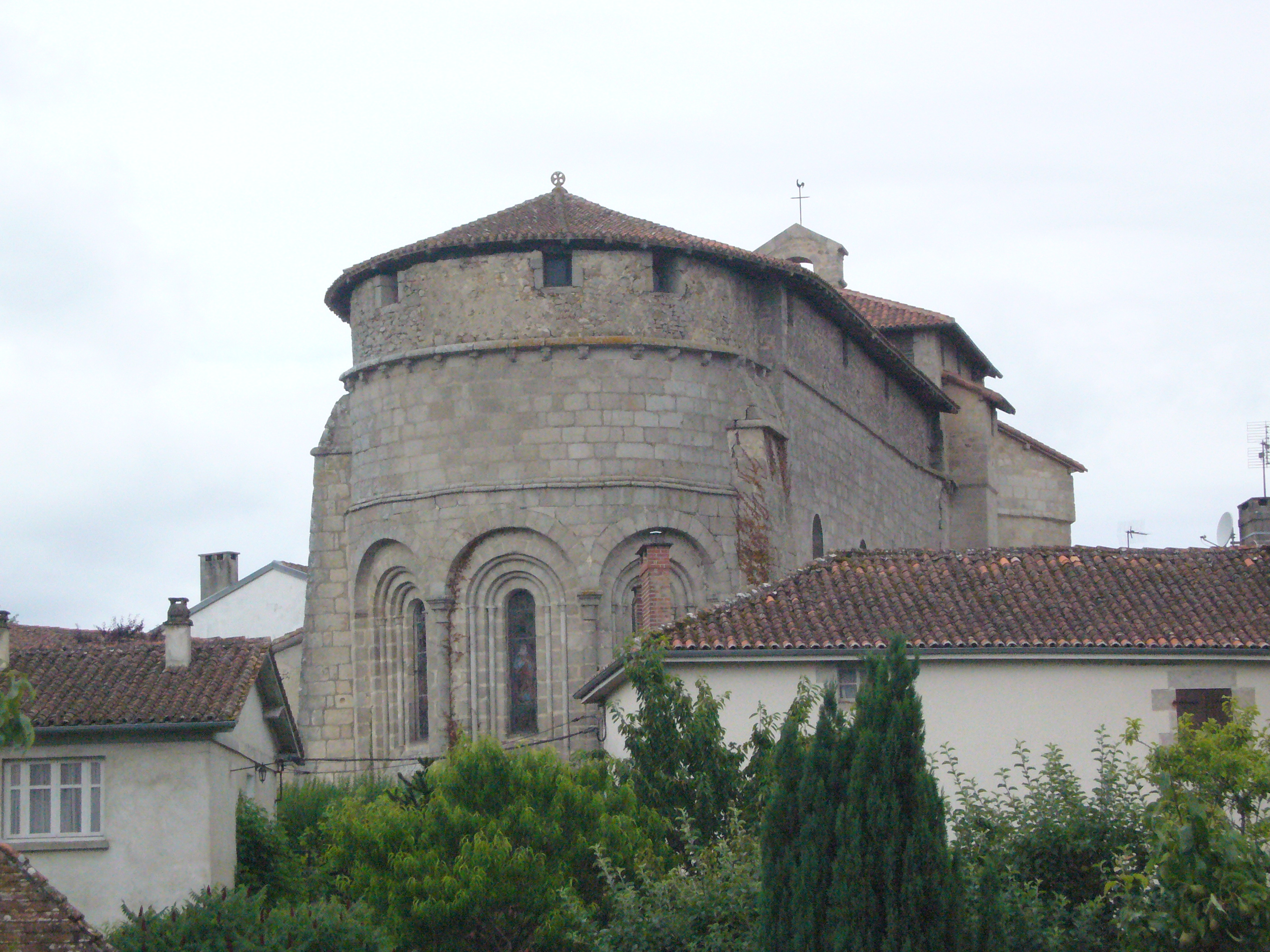
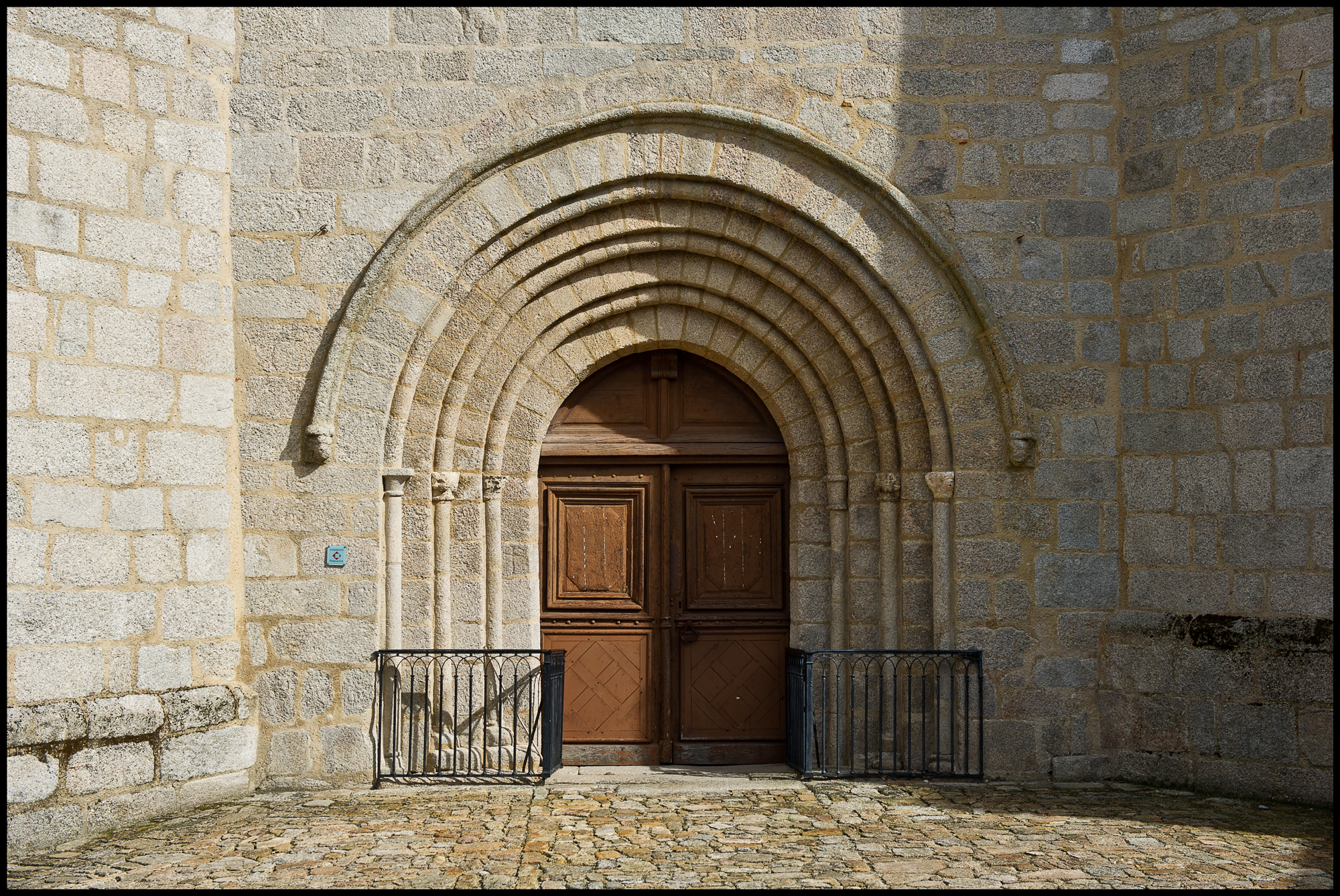

## Sculptures d'art populaire
L’église de Blond abrite tout un groupe de sculptures d’art populaire que l'on pensait exécutées au XVIIe siècle pour remplacer celles détruites lors des dévastations commises par les huguenots en 1567 et 1569. La découverte de dossiers inédits aux archives départementales a révélé que ces statues (saint Martin, saint Martial, saint Pardoux, saint Cloud, saint Roch) ne datent pas d'une campagne de réalisation du XVIIe siècle, mais d'une campagne de rénovation et de remeublement de l'église de Blond après les destructions révolutionnaires. Ces travaux ont été attribués à Louis Brunier, ébéniste à Bellac, dont on peut penser qu'il est l'auteur des statues, qui sont mentionnées sur le devis de dépense du 23 août 1817, et sur le certificat de réception définitive des ouvrages exécutés le 20 août 1820.
- Saint Martin : trois statues représentent le patron de la paroisse. Deux sont en bois doré. La troisième est en bois peint : statue du XVIIIe siècle représentant saint Martin de Tours. Il est le patron de l'église, et fait l'objet d'une procession le dimanche suivant le 4 juillet. Le visage, glabre, sourit sous la mitre sans décor. Les cheveux sont bouclés sur la nuque. Le rochet, serré au col, retombe en plis serrés sur l'aube. L'étole et la chape complètent ce vêtement. La croix pectorale et la crosse, tenue dans la main gauche. Le saint, coiffé d'une mitre, porte un rochet sur une aube, une chape rejetée en arrière et une croix pectorale. Il lève les yeux vers le ciel et bénit de la main droite ; sa main gauche tenait une crosse. Accidents à la polychromie et à la dorure. Doigts de la main gauche brisés. La crosse, fort incomplète en 1976, a disparu depuis. La statue est située dans le chœur côté sud.
- Saint Martial : premier évêque de Limoges, a le visage encadré d'une courte barbe. La chevelure est bouclée, sous la large mitre ornée de glands au sommet. Vêtement épiscopal : aube, rochet, longue étole frangée et écharpe retenue sur la poitrine par une patte d'où pend le cordonnet de la croix pectorale. Le saint porte une mitre à orfrois terminée par deux glands, une chape à orfrois fermée par une patte, un rochet au bas orné de dentelle, une aube, une longue étole et une croix pectorale. Il bénit de la main droite et tient une crosse de la main gauche. La statue est située à l'entrée de la 3e chapelle sud, côté est.
- Saint Pardoux : saint Pardoux était un moine de Guéret (Creuse), mais il est ici représenté en prêtre, coiffé du haut bonnet noir à pompon en usage jusque vers 1840, remplacé ensuite par la barrette à ailettes. Pardulphe, fils d'un paysan de Sardent, fut aveuglé par une branche en gardant ses troupeaux. On l'invoque souvent pour la protection du bétail. Sa statue en bois peint ignore sa cécité. Le visage, imberbe, paraît jovial. La main droite est levée, paume ouverte, la gauche est posée contre la poitrine. Le saint est représenté sous l'aspect d'un clerc qui s'adresse à ses ouailles. Il est vêtu d'un long surplis blanc passé sur la soutane noire. Il porte un collet noir à pointes et une étole verte à franges et bordures dorées. Son bras droit est levé, l'autre est posé à plat sur la poitrine. Il est coiffé d'un bonnet carré, noir, terminé par un large pompon. La terrasse est peinte à l'imitation du marbre jaune de Sienne. La statue est située sur un socle de sécurité, adossé au mur nord de la nef, au niveau de la première travée.
- Saint Cloud : saint Cloud était moine, mais il est représenté ici en prêtre en costume du début du XIXe siècle, comme le saint Pardoux de la même commande. Clodoald, le visage est imberbe ; large tonsure monacale; cheveux bouclés sur la nuque. La longue soutane laisse paraître le bout des chaussures. Saint Cloud, tonsuré, est vêtu en prêtre et porte l'étole. La main droite ouverte, il lit un livre qu'il tient de la main gauche, dans l'attitude de la prédication. La statue est située dans la nef à l'entrée de l'église côté nord.
- Saint Roch : Roch de Montpellier, sculpture bois taillé, peint, polychrome. Coiffé du chapeau à bords relevés d’où s’échappe une abondante chevelure, le saint retient dans la main droite un pan de sa robe et découvre la jambe atteinte du mal. Un collet, attaché par deux pattes, protège les épaules. Le long manteau noué sur la hanche gauche cache la panetière dont la bretelle est passée en sautoir. Sandales à lanières aux pieds. Bâton surmonté d’une croix dans la main gauche. De la patte avant droite, le chien essaie d’attirer l’attention du pestiféré ; le pain qu’il portait dans la gueule a disparu. Saint Roch est vêtu en pèlerin : tunique marron, cape marron à revers bleu (maintenue par une double attache sur la poitrine), chapeau, sandales aux pieds et sacoche en bandoulière. Le visage barbu est souligné par une petite moustache. De la main droite le saint relève un pan de la tunique et dévoile la pustule sur sa cuisse droite, dans la main gauche il tient un grand bourdon surmonté d'une croix. À droite est sculpté le chien blanc tacheté de noir : il lève la patte antérieure droite et tient un pain dans sa gueule. La terrasse est peinte à l'imitation du marbre. La statue est fixée sur un socle de sécurité, adossée au mur sud de la nef, au niveau de la seconde travée.

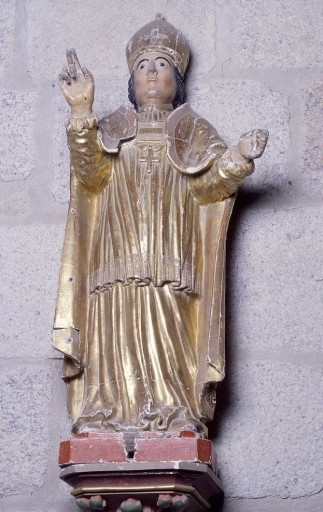
Saint Martin.
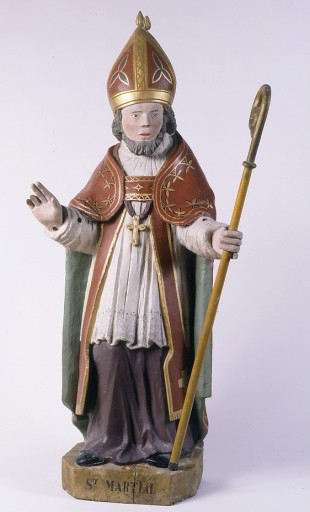
Saint Martial.
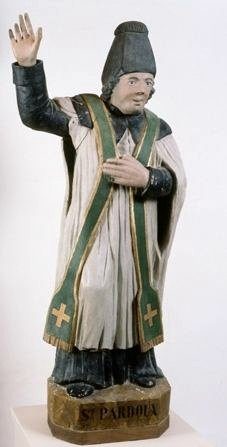
Saint Pardoux.
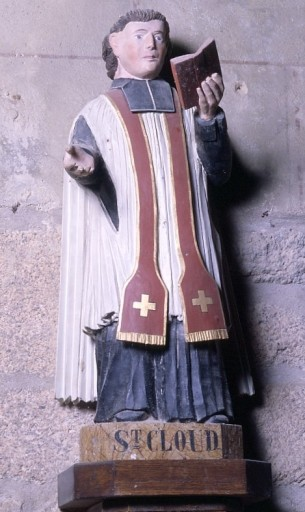
Saint Cloud.
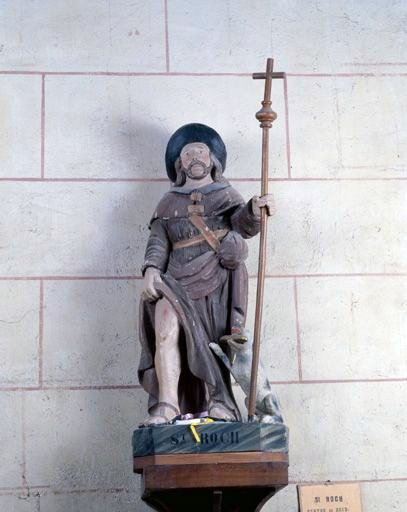
Saint Roch.

## La légende du gros bourdon
En 1636, on fondit, à Blond, une cloche qui existe encore et qui porte cette inscription : « X IHS.MA. Sancta Trinitas unus Deus miserere nabis et afitlgure defende nos.- Factum in oppido Btonii, 1636. Patrini P. de Nollet, dominus hujus loci et Margarita d'Asnières domina de Drouilles. X Astante domino L. Micheau, rectore ecclesiae parochialisde Blonio. Charpentier me fecit. » Traduction : Jésus Marie Sainte Trinité Dieu unlque ayez pitié de nous et défendez-nous de la foudre. Fait dans le bourg de Blond, 1636. Parrains : P. de Nolet seigneur de ce lieu et Marguerite d'Asnières, dame de Drouilles, Présent messire L. Micheau, curé de l'église paroissiale de Blond. Charpentier m'a faite.
De belles légendes circulent concernant l'église de Blond : la cloche nommée le gros bourdon, avait soi-disant le pouvoir d'éloigner l'orage. Les gens d'un bourg voisin décidèrent nuitamment de s'en emparer. Bien qu'ils aient pris soin d'en enrober le battant, sitôt descendue, elle se mit à sonner, ce qui réveilla les habitants du village qui purent ainsi la récupérer. Non découragés, les voleurs revinrent en prenant beaucoup de précautions, en particulier en entourant de draps les roues de la charrette. Mais en arrivant devant le château de Drouilles, propriété de la marraine du bourdon, celui-ci se mit à vrombir, ce qui permit à nouveau aux villageois de le recouvrer. Une variante de la légende précise que le bourdon fit le son "bloum", mot patois dont serait issu le nom de la commune.